# Lista de artilheiros do Campeonato Capixaba de Futebol
Esta é uma lista de artilheiros do Campeonato Capixaba de Futebol:
| Ano  | Artilheiro        | Clube                                      | Gols |
| ---- | ----------------- | ------------------------------------------ | ---- |
| 1964 | Luizinho          | Desportiva Ferroviária (Cariacica)         | 12   |
| 1965 | Arino             | Desportiva Ferroviária (Cariacica)         | 10   |
| 1966 | Bezerra           | Desportiva Ferroviária (Cariacica)         | 11   |
| 1967 | Moreira           | Desportiva Ferroviária (Cariacica)         | 14   |
| 1968 |                   |                                            |      |
| 1969 |                   |                                            |      |
| 1970 |                   |                                            |      |
| 1971 |                   |                                            |      |
| 1972 |                   |                                            |      |
| 1973 | Baiano            | Rio Branco-ES (Vitória)                    | 18   |
| 1973 | Rogério           | Rio Branco-ES (Vitória)                    | 18   |
| 1974 | Zezinho           | Desportiva Ferroviária (Cariacica)         | 10   |
| 1975 | Kosilek           | Rio Branco-ES (Vitória)                    | 7    |
| 1976 | Zezinho           | Desportiva Ferroviária (Cariacica)         | 15   |
| 1977 | Wilson            | Desportiva Ferroviária (Cariacica)         | 14   |
| 1978 | Baiano            | Rio Branco-ES (Vitória)                    | 10   |
| 1979 |                   |                                            |      |
| 1980 | Zezinho           | Barrense (Barra de Sao Francisco)          | 19   |
| 1981 | Jorge Lima        | Ordem e Progresso (Bom Jesus do Norte)     | 14   |
| 1982 | Arildo            | Colatina (Colatina)                        | 15   |
| 1983 | Arildo            | Rio Branco-ES (Vitória)                    | 17   |
| 1984 | Antônio José      | Colatina (Colatina)                        | 13   |
| 1985 | Antônio José      | Vitória-ES (Vitória)                       | 8    |
| 1986 | Porto Real        | Guarapari (Guarapari)                      | 11   |
| 1987 | Joel              | Ibiraçu (Ibiraçu)                          | 12   |
| 1988 | Dário             | Ibiraçu (Ibiraçu)                          | 5    |
| 1989 | Zé Carlos         | Castelo (Castelo)                          | 13   |
| 1990 | Arildo Ratão      | AA Colatina                                | 7    |
| 1991 | Zé Carlos Baiano  | Muniz Freire (Muniz Freire)                | 18   |
| 1992 | Valério           | Castelo (Castelo)                          | 9    |
| 1992 | Washington        | Desportiva Ferroviária (Cariacica)         | 9    |
| 1992 | Marcelo Cabeção   | Linhares EC (Linhares)                     | 9    |
| 1992 | Cássio            | Muniz Freire (Muniz Freire)                | 9    |
| 1992 | Sérgio Cogo       | Vitória-ES (Vitória)                       | 9    |
| 1993 | Tinco             | Linhares EC (Linhares)                     | 10   |
| 1994 | Jorginho          | São Mateus (São Mateus)                    | 15   |
| 1995 | Zé Afonso         | Rio Branco VN (Venda Nova do Imigrante)    | 14   |
| 1996 | Valério           | Alfredo Chaves (Alfredo Chaves)            | 9    |
| 1996 | Zé Afonso         | Linhares EC (Linhares)                     | 9    |
| 1997 | Marcos Roberto    | Aracruz (Aracruz)                          | 14   |
| 1998 | Índio             | São Mateus (São Mateus)                    | 14   |
| 1999 | Marcelo Cabeção   | São Mateus (São Mateus)                    | 13   |
| 2000 | Marcelo Cabeção   | Rio Branco-ES (Vitória)                    | 19   |
| 2001 | Amarildo          | Alegrense (Alegre)                         | 12   |
| 2002 | Reiger            | Alegrense (Alegre)                         | 13   |
| 2003 | Vitinho           | Cachoeiro (Cachoeiro de Itapemirim)        | 11   |
| 2003 | Marcos Roberto    | Vitória-ES (Vitória)                       | 11   |
| 2004 | Leandro Tatu      | Estrela do Norte (Cachoeiro de Itapemirim) | 12   |
| 2005 | Betinho           | Serra (Serra)                              | 15   |
| 2006 | Vitinho           | Cachoeiro (Cachoeiro de Itapemirim)        | 6    |
| 2006 | Índio             | Serra (Serra)                              | 6    |
| 2007 | Marcelo Pelé      | Jaguaré (Jaguaré)                          | 12   |
| 2008 | Sharlei           | Rio Bananal (Rio Bananal)                  | 14   |
| 2009 | Paulinho Pimentel | Desportiva Capixaba (Cariacica)            | 14   |
| 2010 | Juca              | Rio Branco-ES (Vitória)                    | 15   |
| 2011 | Marcelo Pelé      | São Mateus (São Mateus)                    | 11   |
| 2012 | Paulinho Pimentel | Conilon (Jaguaré)                          | 18   |
| 2013 | David Dener       | Desportiva Ferroviária (Cariacica)         | 16   |
| 2014 | Geraldo           | Estrela do Norte (Cachoeiro de Itapemirim) | 11   |
| 2015 | Washington Baiano | Sport Capixaba (Domingos Martins)          | 9    |
| 2016 | Júlio Cézar       | Sport Capixaba (Domingos Martins)          | 8    |
| 2017 | Márcio Carioca    | Rio Branco-ES (Vitória)                    | 6    |
| 2017 | Wendell           | Atlético Itapemirim (Itapemirim)           | 6    |
| 2018 | Igor Santos       | Real Noroeste (Águia Branca)               | 6    |
| 2018 | Warley            | Real Noroeste (Águia Branca)               | 6    |
| 2019 | Robert            | Real Noroeste (Águia Branca)               | 12   |
| 2020 | Rafael Castro     | Rio Branco VN (Venda Nova do Imigrante)    | 8    |
| 2021 | Edinho            | Vitória-ES (Vitória)                       | 8    |
| 2022 | Xandinho          | Serra (Serra)                              | 8    |
| 2023 | Matheus Bidick    | Porto Vitória                              | 9    |
| 2024 | Victor Rangel     | Desportiva Ferroviária (Cariacica)         | 6    |
| 2025 | João Guilherme    | Desportiva Ferroviária (Cariacica)         | 6    |
| 2025 | Tony Ribeiro      | Vitória-ES (Vitória)                       | 6    |